# Photostomias guernei
Photostomias guernei – gatunek głębinowej ryby z rodziny wężorowatych (Stomiidae). Maksymalna długość osobników tego gatunku wynosi 16 cm.